# Paracles sinelinea
Paracles sinelinea là một loài bướm đêm thuộc phân họ Arctiinae, họ Erebidae.